# Bugzilla
El Bugzilla és una eina basada en web de seguiment d'errors (Bug Tracking System o BTS), desenvolupat i utilitzat per la Fundació Mozilla.
Fou llançat com programari de codi obert per Netscape Communications el 1998, Bugzilla ha estat adoptat per una varietat d'organitzacions per a usar-lo per a seguiment d'errors tant per a programari lliure com per a programari propietari. La llicència actual és la Llicencia Pública de Mozilla.
El Bugzilla permet organitzar en múltiples formes els defectes de programari, permetent el seguiment de múltiples productes amb diferents versions, al seu torn composts de múltiples components.
Permet a més categoritzar els defectes de programari d'acord amb la seva prioritat i severitat, així com assignar-los versions per a la seva solució.
També permet annexar comentaris, propostes de solució, responsables a qui assignar la solució i el tipus de resolució que va tenir el defecte, tot això duent un seguiment de dates en les quals succeïx cada esdeveniment i, si es configura adequadament, enviant missatges de correu als interessats en el defecte.
El Bugzilla utilitza un servidor HTTP (com pot ser Apache) i una base de dades (normalment MySQL) per a portar a terme el seu funcionament. Els errors poden ser enviats per qualsevol, i poden ser assignats a un desenvolupador en particular. Cada error pot tenir diferent prioritat i estar en diferents estats, així com anar acompanyat de notes de l'usuari o d'exemples de codi que ajudin a corregir l'error. La noció de "error" en Bugzilla és molt general, per exemple, Mozilla.org ho utilitza també per a registrar les peticions de noves funcionalitats.

## Història
Bugzilla va ser programat originalment per Terry Weissman el 1998 per al llavors naixent projecte Mozilla.org com una aplicació de codi obert per a reemplaçar el sistema fet a casa que en aquest temps estava en ús en Netscape Communications per al seguiment de defectes en la suite Netscape Communicator.
Al principi Bugzilla va ser escrit en el llenguatge Tcl, després Terry decideix portar-lo al llenguatge Perl abans del seu llançament com a part del primer "degoteig" de codi obert de Netscape, amb les esperances que més gent pogués contribuir a ell doncs el Perl semblava ser un llenguatge més popular en aquest llavors. La versió 2.0 de Bugzilla va ser el resultat de portar el programa des de Tcl a Perl i va anar la primera versió alliberada al públic mitjançant l'ús de CVS anònim.
A l'abril de 2000, Weissman va donar el control del projecte de Bugzilla a Tara Hernandez. Sota l'adreça de Tara, alguns dels contribuidors regulars van ser forçats a prendre més responsabilitat, i el desenvolupament de Bugzilla va arribar a ser més conduït per la mateixa comunitat.
Al juliol de 2001, plantant cara a les distraccions produïdes per les seves responsabilitats en Netscape, Tara va donar el control a Dave Molinero, qui al febrer de 2007 es manté al càrrec del projecte.

## Requisits
Els requeriments de sistema de Bugzilla són els següents:
1. Un sistema de gestió de base de dades (DBMS) (com MySQL 3.22.5 o superior, o PostgreSQL)
2. Perl (5.005 o superior, 5.6.1 recomanat utilitzar Bundle::Bugzilla)
3. Mòduls Perl com:
  - Template (v2.07)
  - AppConfig (v1.52)
  - Text::Wrap (v2001.0131)
  - Fitxer::Spec (v0.8.2)
  - Data::Dumper (qualsevol versió)
  - DBD::mysql (v1.2209)
  - DBI (v1.13)
  - Date::Parse (qualsevol versió)
  - CGI::Carp (qualsevol versió)
4. Un servidor web com Apache.

## Mòduls opcionals
- Plantilles per a l'ús d'idiomes.
- GD (v1.19) per dibuixar gràfics d'errors
- Chart::Base (v0.99c) per dibuixar gràfics d'errors
- XML::Parser (qualsevol versió) per interfície XML
- MIME::Parser (qualsevol versió) per interfície a través de mail